# Przyłęk Duży
Przyłęk Duży [pronunciación en polaco: /ˈpʂɨwɛŋk ˈduʐɨ/] es un pueblo ubicado en el distrito administrativo de Gmina Rogów, dentro del condado de Brzeziny, voivodato de Łódź, en el centro de Polonia.  Se encuentra aproximadamente a 5 kilómetros al noreste de Rogów, a 13 kilómetros al noreste de Brzeziny, y a 32 kilómetros al este de la capital regional, Łódź.